# دیور الوخیل
دیور  نام الف بر اساس داستانی از تالکین می‌باشد.
نوه‌ی شاه الو تینگول و پسر برن و لوتین که مدتی همراه ایشان در تول گالن زندگی می‌کرد. پس از آن که تینگول به دست دورف‌ها در منه‌گروت کشته شد و سپاه نوگرود تالارهایش را غارت کردند، دیور رفت تا آن‌جا، همراه همسرش، نیم‌لوت به عنوان شاه دوریات زندگی کند. با گذشت برن و لوتین، سیلماریلی که لوتین همراه داشت را با خود به منه‌گروت نزد دیور آوردند. پسران فیانور که گوهر را از آن خود می‌دانستند به وی تاختند و دیور، در ویرانی نهایی دوریات کشته شد.